# Serrapinnus
Serrapinnus es un género de peces de la familia Characidae y de la orden de los Characiformes.

## Especies
- Serrapinnus calliurus (Boulenger, 1900)[1]
- Serrapinnus gracilis (Géry, 1960)[1]
- Serrapinnus heterodon (C. H. Eigenmann, 1915)[1]
- Serrapinnus kriegi (O. Schindler, 1937)[1]
- Serrapinnus littoris (Géry, 1960)[1]
- Serrapinnus malabarbai Jerep, Dagosta & Ohara, 2018
- Serrapinnus microdon (C. H. Eigenmann, 1915)[1]
- Serrapinnus micropterus (C. H. Eigenmann, 1907)[1]
- Serrapinnus notomelas (C. H. Eigenmann, 1915)[1]
- Serrapinnus piaba (Lütken, 1875)[1]
- Serrapinnus potiguar Jerep & Malabarba, 2014
- Serrapinnus sterbai (Zarske, 2012)[2]
- Serrapinnus zanatae Jerep, Camelier & Malabarba, 2016